# Dimar
El Dimar és una regió històrica del Senegal. Situada en el nord del país, sobre el marge esquerre del riu Sénégal, era la més occidental de les províncies del Futa Toro.
Un text de l'administració colonial de 1861 – o sigui poc després de l'annexió del Dimar per França – el descriu així:

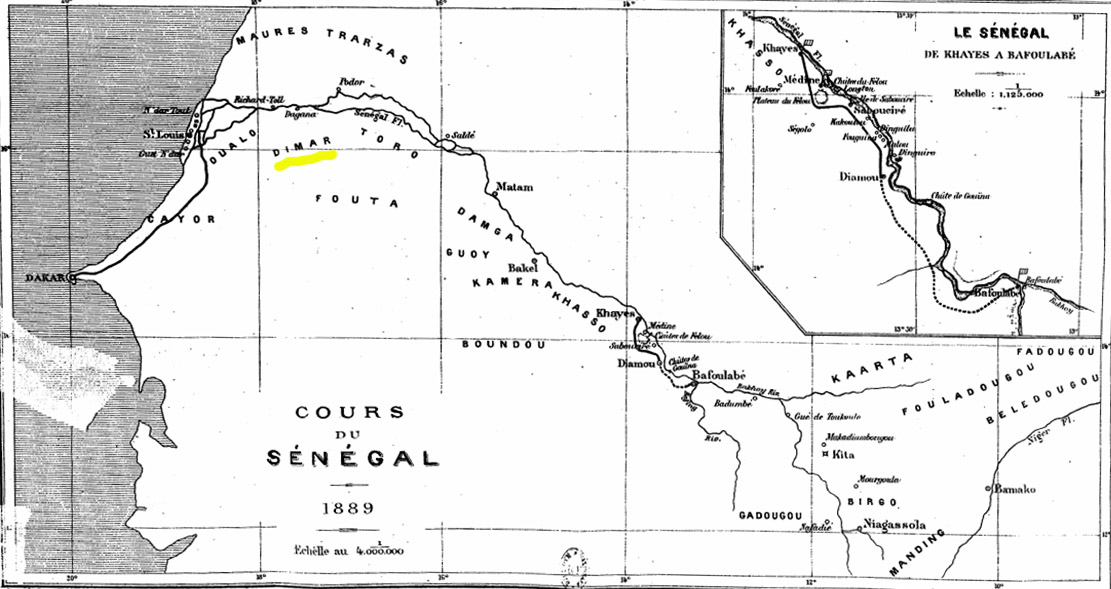
Localització del Dimar (en groc) sobre un mapa del fleuve Sénégal (1889)

« S'ha agafat la costum a Saint-Louis de designar sota el nom de Dimar el país enclavat entre el Oualo, el Futa-Toro i el Senegal, des de Dagana fins al marigot de Doué. S'hi compten una dotzena de pobles, dels que els principals són: Gaé, Fanaye, Bokol, Pendao, Dialmath o Dimar, habitats per una barreja de peuls i djolofs. Aquest tuculors han tingut durant molt de temps un gran geni per a la navegació. Des de Maîtres de Cacho, punt on el llit del riu s'estreny entre ribes elevades i molt cobertes atacaven totes les embarcacions qui no havien satisfet abans les exigències dels caps indígenes. El Dimar fou durament castigat per les seves malifetes el 1849 i després el 1854, rebent un darrer cop del que no es va recuperar en el bombardeig inesperat de Bokol el 1855. Després d'això el país es va mostrar sempre sumís envers nosaltres i a petició seva fou annexionat a les nostres possessions el 1859. »